# Шерлок Холмс (фильм)
«Ше́рлок Хо́лмс» (англ. Sherlock Holmes) — детективный боевик Гая Ричи, в основе которого лежат произведения Артура Конан Дойля о Шерлоке Холмсе, хотя основной сюжет оригинален.
Премьера фильма состоялась 24 декабря (в России — 31 декабря) 2009 года.

## Сюжет
Действие фильма происходит в 1890 году. Величайший детектив Шерлок Холмс и его помощник доктор Ватсон предотвращают последнее из шести ритуальных жертвоприношений. Виновника преступлений, таинственного лорда Блэквуда, приговаривают к смертной казни.
Следующие три месяца Холмс скучает — он не может найти для себя стоящее дело, к тому же помолвка и переезд друга только подливают масла в огонь. Всё же Джону удаётся уговорить Шерлока пойти на ужин и познакомиться с его невестой Мэри Морстен, но вечер заканчивается скандалом.
Тем временем Лорд Блэквуд, приговоренный к смерти через повешение, глумится над сокамерниками и охранниками. Вся тюрьма в панике, и весь Лондон ждет смерти чернокнижника. Виселица возведена, последнее желание Блэквуда — свидание с Шерлоком Холмсом, человеком, который его остановил.
Следующим утром Шерлока посещает его давняя знакомая — всемирно известная преступница Ирэн Адлер, с которой его связывают сложные чувства. Она предлагает ему деньги за то, чтобы он нашёл человека — рыжего карлика по имени Люк Риерден. Шерлок отказывается, хотя потом тайно преследует её, чтобы узнать, кто её заказчик.
Вернувшись домой, Холмс и Ватсон получают неприятные известия — лорд Блэквуд «восстал из мертвых»: его могильную плиту выбили изнутри, а в гробу — тело карлика, которого искала Ирэн. Теперь на кону стоит репутация Ватсона как врача, ибо он констатировал смерть Блэквуда на казни.
Посетив дом Риердена, Холмс и Ватсон узнают, что он общался с «покойным» лордом. Они могли бы узнать больше, но в дом врываются люди Блэквуда, чтобы уничтожить следы таинственных экспериментов жертвы. Начинается потасовка, два подручных Блэквуда обезврежены, но их сообщник, громила Дреджер в ходе потасовки, постепенно перешедшей на территорию верфи, разрушает подпорки строящегося корабля. За нанесение ущерба чужому имуществу Холмса и Ватсона берут под стражу. Вскоре Ватсона выпускают под залог, который внесла Мэри. За Холмса также вносят залог и забирают в секретное оккультное общество — Храм Четырёх Орденов. Руководство ордена — верховный судья сэр Томас Ротерам, министр внутренних дел Говард и посол Великобритании в США Джон Стэндиш — просят Шерлока остановить Блэквуда. По их словам, бывший член ордена собирается призвать таинственную силу, с помощью которой он изменит мир. В разговоре Холмс догадывается, что сэр Томас является отцом Блэквуда, и предупреждает его, что, возможно, он — следующая жертва, так как вся остальная семья Блэквуда уже мертва.

Ирэн поит Холмса вином со снотворным.

Поняв, что люди Блэквуда «заметают следы», Холмс отправляется к Ирэн, чтобы предупредить её об опасности. Когда Шерлок отказывается уехать вместе с ней, Ирэн опаивает его вином со снотворным и сбегает. Очнувшись, Холмс узнаёт, что сэр Томас был убит в своём доме этим же вечером. Там он находит потайную комнату с изображением сфинкса.
На тайном собрании членов Храма Говард объявляет Блэквуда новым главой. Стэндиш выступает против этой затеи, говоря, что «силы», к которым обратился Блэквуд, невозможно контролировать. Пришедший на встречу Блэквуд открыто говорит послу США, что «бывшая колония» вновь вернется в лоно Британской империи с Блэквудом во главе. Стэндиш стреляет в него, но сам начинает гореть и в панике бросается из окна. Уверовавшие в силу Блэквуда члены Храма принимают от рук Говарда чашу и в знак верности пьют из неё. Напоследок Блэквуд дает команду министру внутренних дел привести Холмса.
По новым следам Холмс и Ватсон отправляются на промышленную фабрику, где встречают Блэквуда. Но они упускают его из-за Ирэн, которую приходится спасать от ленточной пилы для разделки свиных туш. К тому же Блэквуд оставляет взрывное устройство, из-за чего фабрика взлетает в воздух.
Придя в себя после взрыва, Холмс обнаруживает, что Говард выписал ордер на его арест. Удостоверившись, что Ватсон жив, Холмс уходит в подполье. На следующее утро он рассказывает Джону и Ирэн о своей версии: пять убитых девушек символизировали пять концов пентаграммы, а места убийств трёх мужчин представляют собой три из четырёх концов креста, а сами убитые означают части сфинкса: Риерден представляет человека, сэр Томас — быка (он носил кольцо с быком), посол США — орла (орёл является национальным символом страны). Холмс вычисляет, что последняя точка Блэквуда с символом льва — это парламент Великобритании (где собираются «львы» Правительства). Именно там он нанесёт свой последний удар.
Разговор прерывают внезапно ворвавшиеся полицейские. Ватсону и Ирэн удаётся сбежать, а Холмс сознательно сдаётся, его отправляют к Говарду, который, как оказывается, был сообщником Блэквуда с самого начала. Министр раскрывает детективу план Блэквуда — убить всех членов парламента, кроме приближённых, дабы потом узурпировать власть в империи. Выяснив все, Холмс сбегает. Присоединившись к Джону и Ирэн, они приплывают под канализацию парламента, где обнаруживают химическое устройство, созданное Риерденом. Стоит нажать кнопку на передатчике, который находится в руках Блэквуда, как весь парламент заполнится ядовитым газом. Пока Ватсон и Холмс сражаются с охранниками, Ирэн удаётся выбить цилиндры с отравляющим веществом из устройства, но она тут же сбегает вместе с ними. Холмс догоняет её на самом верху строящегося Тауэрского моста, где внезапно появляется Блэквуд — его план провалился и теперь он жаждет мести. Он сбрасывает Ирэн с моста, но она выжила, упав на перекладину. Холмс и Блэквуд сходятся в схватке, и сражение заканчивается победой Шерлока. Пока Блэквуд висит на руках над Темзой, Холмс рассказывает ему о том, что все «мистические» силы были лишь обычными химическими фокусами Риердена, и никакой магии не было и в помине: Блэквуд заранее взломал свою могилу, а затем вновь склеил все осколки с помощью сделанного Риерденом раствора из яиц и мёда, сэра Томаса он убил, подсыпав ему в ванную изготовленный Риерденом парализующий яд, а Стэндиш сгорел от особого реагента, который воспламеняется при малейшей искре (в пистолет заранее был вставлен холостой патрон), и этот же реагент вызвал мощный взрыв на фабрике. Всё же он спасает лорда, чтобы тот ответил за свои преступления перед судом, но внезапно упавшая балка тянет преступника за собой, и Блэквуд гибнет от удушения цепью. Холмс идёт к Ирэн, она рассказывает, что её таинственный наниматель — это профессор Мориарти, который умён так же, как Холмс, и гораздо опаснее Блэквуда. Напоследок он отдает ей ключи от наручников, взамен бриллианта на шее, который позже стал обручальным кольцом Мэри Морстен.
В конце фильма Холмс рассказывает Ватсону и его невесте, каким образом «магу» удалось избежать первого повешения и прикинуться мертвым (палач был заранее подкуплен, чтобы прицепить спрятанный крюк к воротнику, а мнимая смерть сделана при помощи экстракта рододендрона). После этого приходит полиция и сообщает о смерти одного из сержантов возле канализационной трубы, который оказался застрелен в день поимки лорда Блэквуда. Холмс, благодаря своей смекалке, понимает, что убийца — профессор Мориарти, который охотился за частью машины Риердена. Его целью было беспроводное устройство, а Ирэн была лишь отвлекающим манёвром, так как профессор прекрасно знал, что Холмс побежит за ней и оставит машину без присмотра. В последней сцене фильма Холмс решает заняться новым расследованием.

## В ролях
| Актёр                | Роль                            |
| -------------------- | ------------------------------- |
| Роберт Дауни-младший | Шерлок Холмс                    |
| Джуд Лоу             | доктор Джон Ватсон              |
| Рэйчел Макадамс      | Ирэн Адлер                      |
| Марк Стронг          | лорд Генри Блэквуд              |
| Ханс Мэтисон         | министр внутренних дел Говард   |
| Джеймс Фокс          | сэр Томас Ротерам               |
| Уильям Хоуп          | американский посол Джон Стэндиш |
| Эдди Марсан          | инспектор Лестрейд              |
| Келли Райлли         | Мэри Морстен                    |
| Джеральдин Джеймс    | миссис Хадсон                   |
| Робер Майе           | громила Дреджер                 |

## Саундтрек
Все композиции к фильму написал Ханс Циммер. На протяжении всего процесса озвучивания Циммер использовал купленное за 200 долларов повреждённое пианино из-за «причудливости» инструмента.
Композитор признаёт:
Мне очень понравилось работать с Гаем. Эта картина столь многолика и разнопланова, что она действительно даёт возможность широко использовать язык музыки.Ханс Циммер
Слова и музыка всех песен — Ханс Циммер.
| №                   | Название                              | Длительность |
| ------------------- | ------------------------------------- | ------------ |
| 1.                  | «Discombobulate»                      | 2:25         |
| 2.                  | «Is It Poison, Nanny?»                | 2:53         |
| 3.                  | «I Never Woke Up In Handcuffs Before» | 1:44         |
| 4.                  | «My Mind Rebels At Stagnation»        | 4:31         |
| 5.                  | «Data, Data, Data»                    | 2:15         |
| 6.                  | «He's Killed The Dog Again»           | 3:15         |
| 7.                  | «Marital Sabotage»                    | 3:44         |
| 8.                  | «Not In Blood, But In Bond»           | 2:13         |
| 9.                  | «Ah, Putrefaction»                    | 1:50         |
| 10.                 | «Panic, Sheer Bloody Panic»           | 2:38         |
| 11.                 | «Psychological Recovery… 6 Months»    | 18:18        |
| 12.                 | «Catatonic»                           | 6:44         |
| Общая длительность: | Общая длительность:                   | 50:50        |

## Съёмки
Продюсер Лайонел Уигрэм, бывший старший вице-президент студии Warner, думая над созданием картины, делал акцент не на сценарные линии, а на эффектные картинки. Для этого был приглашен к участию в подготовке фильма Джон Уоткисс, британский художник, работавший ранее над множеством фильмов и комиксов, который сделал серию черно-белых набросков к сценарию. В итоге именно эта идея пришлась по душе команде компании Warner, в результате чего та дала добро на финансирование проекта.

### Кастинг
Первоначально Гай Ричи считал Дауни-младшего слишком старым для роли Холмса, так как хотел, чтобы фильм показывал молодого Холмса, подобно Бэтмену в фильме «Бэтмен: Начало».
Для подготовки к роли Роберт Дауни-младший читал книги о Шерлоке Холмсе и смотрел «Приключения Шерлока Холмса» — английский сериал 1984—1985 годов. Актёр сам предложил себя в качестве исполнителя главной роли, узнав о готовящемся проекте.
Гай Ричи отказался рассказать, кто исполнил роль профессора Мориарти в фильме. Согласно слухам, персонажа озвучил Брэд Питт, который, по сообщениям, выразил большую заинтересованность этой ролью в продолжении картины. Актёр Эд Толпатт обозначен в титрах как «Анонимный человек», и неясно, относится ли это к Мориарти.
На роль доктора Ватсона было рассмотрено свыше 20 актёров, среди них — Джон Кьюсак, Джерард Батлер и Крис Пайн.
На одну из ролей был приглашён знаменитый советский исполнитель роли Холмса Василий Ливанов, но он отказался.

### Съёмки
Съёмки проходили с 3 октября 2008 по январь 2009 года в окрестностях Лондона и Манчестера, где сохранилось много живописных складских помещений XIX века. Интерьер дома 221б по Бейкер-стрит собрали из реквизита, который использовался для обустройства жилища Сириуса Блэка в фильме «Гарри Поттер и Орден Феникса», а лестница, по которой Холмс спускается в начале фильма, взята из фильма «Гарри Поттер и узник Азкабана».
Многие сцены снимались в реальных зданиях. Так, в Лондоне группа работала в Соборе Святого Павла, в Зале франкмасонов и в церкви Варфоломея Великого, в Манчестере — в городской ратуше, а в Ливерпуле и Кенте — в старинных доках.

## Художественные особенности

### «Экранизация комикса»
По заявлению кинокомпании, фильм должен был стать экранизацией не оригинальных произведений Конан Дойля, а одноимённых комиксов Лайонела Уигрэма, в которых акцент делался на Холмсе-авантюристе, а не на его феноменальном умении использовать дедуктивный метод. В итоге комикс не вышел, а за основу фильма взяли некоторых персонажей. Художник Джон Уоткисс по заказу Уигрема нарисовал небольшую графическую новеллу объёмом 25 страниц, дальнейшие работы в этом направлении не велись. Позже выяснилось, что «комикс» был демонстрацией виденья Холмса Гаем Ричи. Причём вид героев в нём похож на вид в фильме.
В фильме Шерлоку Холмсу приходится иметь дело с лордом Генри Блэквудом, которого нет в произведениях Артура Конан Дойля.
При этом Гай Ричи заявил о съемках продолжения картины, в котором сыщику придется встретиться уже с известным злодеем — профессором Мориарти, роль которого сыграет Джаред Харрис.

### Отсылки к литературным первоисточникам
Хотя сюжет фильма не основан ни на одном из рассказов или повестей Артура Конан Дойля, он содержит многочисленные скрытые и прямые отсылки к ним.
Холмс неоднократно повторяет собственные реплики из разных произведений:
- «Мой мозг бунтует против безделья. Дайте мне дело! Дайте мне проблему!» («Знак четырех»)
- «Игра началась» («Убийство в Эбби-Грэйндж», где эта фраза, в свою очередь, заимствована из пьесы «Генрих V» Шекспира)
- «Я заметил его только потому, что искал» («Серебряный»)
- «Вы наделены великим талантом молчания, Ватсон. Благодаря этой способности вы — незаменимый товарищ» («Человек с рассечённой губой»)
- «Преступление — вещь повседневная. Логика — редкая» («Медные буки»)
- «Когда под рукой нет глины, из чего лепить кирпичи?» («Медные буки»)
- «Нельзя теоретизировать, прежде чем появятся факты. Неизбежно начинаешь подстраивать факты под свою теорию, а не строить теорию на основе фактов» («Скандал в Богемии»)

Образ главного антагониста фильма — лорда Блэквуда — может быть отсылкой к рассказу «Камень Мазарини», где Холмса пытается убить итальянский граф — Негретто Сильвиус (от итал. ne(g)ro — «чёрный» и итал. silvano — «лесной»). Фамилия Blackwood по-английски означает «чёрный лес». Интрига в рассказе строится вокруг крупного жёлтого бриллианта — «камня Мазарини»; такой же камень в фильме Ирэн Адлер носит на шее (Холмс называет его «бриллиантом махараджи»).
Сцена, в которой Холмс и Ватсон обсуждают найденные на трупе часы, является прямой отсылкой к началу повести «Знак четырёх», где Холмс аналогичным образом обследует часы самого Ватсона, доставшиеся тому от покойного брата и находит те же признаки (царапины у отверстия для ключа, отметки из ломбарда). О том, что Холмс выступал в любительских боксерских боях, также упоминается в повести «Знак четырёх» привратником по фамилии Мак-Мёрдо, а имя партнера Холмса в титрах указано как Макмёрдо (Дэвид Гаррик). Запертая в ящике стола чековая книжка Ватсона упоминается в рассказе «Пляшущие человечки».
Как и в рассказе «Обряд дома Месгрейвов», Холмс выбивает револьверными пулями на стене своей комнаты патриотическую надпись «V.R.» (Victoria Regina — королева Виктория). Фотография Ирэн Адлер у Холмса на столе фигурирует в рассказе «Скандал в Богемии» — это собственный «подарок» авантюристки обманутому ей Холмсу.
Бульдог Ватсона единственный раз упоминается в повести «Этюд в багровых тонах», где Ватсон говорит «У меня есть щенок-бульдог»; кличка пса Глэдстоун заимствована из радиопьесы «Новые приключения Шерлока Холмса».
Финальная фраза Ирэн «Поднимается буря» может быть отсылкой к заключительному монологу Холмса из рассказа «Его прощальный поклон», где фраза «Да, скоро поднимется такой восточный ветер, какой никогда ещё не дул на Англию» является мрачным пророчеством о скорой Первой мировой войне.

## Награды
| Год  | Премия                   | Номинация                                 | Персона                     | Результат |
| ---- | ------------------------ | ----------------------------------------- | --------------------------- | --------- |
| 2010 | «Золотой глобус»         | Лучшая мужская роль (комедия или мюзикл)  | Роберт Дауни-младший        | Победа    |
| 2010 | «Critics' Choice Awards» | Лучшее музыкальное сопровождение к фильму | Ханс Циммер                 | Номинация |
| 2010 | «Оскар»                  | Лучшая музыка к фильму                    | Ханс Циммер                 | Номинация |
| 2010 | «Оскар»                  | Лучшая работа художника-постановщика      | Сара Гринвуд и Кэти Спенсер | Номинация |
| 2010 | «Сатурн»                 | Лучший приключенческий фильм              |                             | Номинация |
| 2010 | «Сатурн»                 | Лучшая режиссура                          | Гай Ричи                    | Номинация |
| 2010 | «Сатурн»                 | Лучший киноактёр                          | Роберт Дауни-младший        | Номинация |
| 2010 | «Сатурн»                 | Лучший актёр второго плана                | Джуд Лоу                    | Номинация |
| 2010 | «Сатурн»                 | Лучшая актриса второго плана              | Рэйчел Макадамс             | Номинация |
| 2010 | «Сатурн»                 | Лучшая музыка                             | Ханс Циммер                 | Номинация |
| 2010 | «Сатурн»                 | Лучшие костюмы                            |                             | Номинация |
| 2010 | «Сатурн»                 | Best Production Design                    |                             | Номинация |

### Награды и номинации
Роберт Дауни-младший за роль Холмса получил кинопремию «Золотой глобус» в номинации «Лучшая мужская роль — комедия или мюзикл».
Ханс Циммер был номинирован на премию «Выбор критиков» в номинации «Лучший композитор», но награду получил Майкл Джаккино за мультфильм «Вверх».
Фильм был номинирован на кинопремию «Оскар» в категориях «Лучшая музыка» и «Лучшая работа художника-постановщика». Фильм получил награду журнала «Empire» как лучший триллер. Фильм получил номинации на премию Vits в категориях «лучшая музыка» и «лучшие эффекты».

## Прокат
По итогам мирового проката «Шерлок Холмс» собрал 515 645 514 долларов США, из которых 209 028 679 долл. пришлось на США, а 306 616 835 долл. — на остальные страны..